# Скілягіно
Скіля́гіно (рос. Скилягино) — присілок у складі Катайського району Курганської області, Росія. Входить до складу Верхньотеченської сільської ради.
Населення — 8 осіб (2010, 27 у 2002).
Національний склад станом на 2002 рік: росіяни — 96 %.
Стара назва присілка — Скілягіна.